# Le Pacte (film, 1936)
Pour les articles homonymes, voir Le Pacte.
Pour plus de détails, voir Fiche technique et Distribution.
Le Pacte (Titre original : Lloyd's of London) est un film américain en noir et blanc réalisé par Henry King, sorti en 1936.

## Synopsis
L'amour d'un jeune homme pour une femme mariée va le conduire à participer à la création d'une célèbre société d'assurances.

## Fiche technique
- Titre original : Lloyd's of London
- Titre français : Le Pacte
- Réalisation : Henry King, assisté de Robert D. Webb
- Scénario : Ernest Pascal, Walter Ferris
- Direction artistique : William S. Darling
- Photographie : Bert Glennon
- Montage : Barbara McLean
- Son : Joseph Aiken, Roger Heman
- Décors : Thomas Little
- Costumes : Royer
- Musique : Louis Silvers
- Production : Darryl F. Zanuck et Kenneth Macgowan (associé)
- Société de production : 20th Century Fox
- Société de distribution : 20th Century Fox
- Format : noir et blanc - 35 mm - 1,37:1 -  son : Mono (Western Electric Noiseless Recording)
- Pays de production : États-Unis
- Langue d'origine : anglais
- Genre : film historique
- Durée : 112 min
- Dates de sortie : 
  - États-Unis : 25 novembre 1936
  - France : 26 mars 1937

## Distribution
- Freddie Bartholomew (VF : Jean Bara) : Jonathan Blake, jeune
- Madeleine Carroll (VF : Madeleine Larsay) : Lady Elizabeth Stacy
- Guy Standing (VF : Paul Villé) : John Julius Angerstein
- Tyrone Power : Jonathan Blake
- C. Aubrey Smith : Old 'Q'
- George Sanders : Lord Everett Stacy
- Virginia Field : Polly
- Douglas Scott : Horatio Nelson, jeune
- J. M. Kerrigan : Brook Watson
- Una O'Connor : la veuve Blake
- Forrester Harvey : Percival Potts
- Gavin Muir : Sir Gavin Gore
- Miles Mander : Jukes
- Montagu Love : Hawkins
- John Burton : Lord Horatio Nelson
- E. E. Clive : un magistrat
- Arthur Hohl : un capitaine
- Robert Greig : Lord Drayton
- Vernon Steele : Sir Thomas Lawrence
- Lumsden Hare : Capitaine Maurice Suckling
- Will Stanton : Smutt
- Billy Bevan : un aubergiste
- Georges Renavent : un lieutenant français
- Lester Matthews : Capitaine Hardy
- Holmes Herbert : le porte-parole
- Thomas Pogue : Benjamin Franklin

Acteurs non crédités
- Harry Allen : un serveur
- Elsa Buchanan : une servante
- Charles Coleman : un serveur
- Jean De Briac : un pêcheur
- Leonard Mudie : un serveur
- Robert L. Simpson : un capitaine

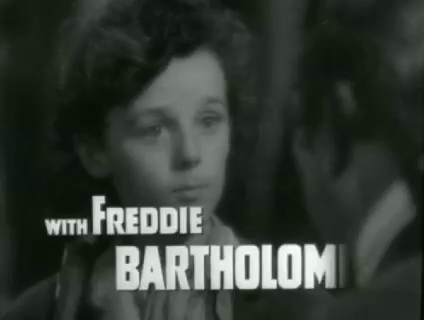
Freddie Bartholomew
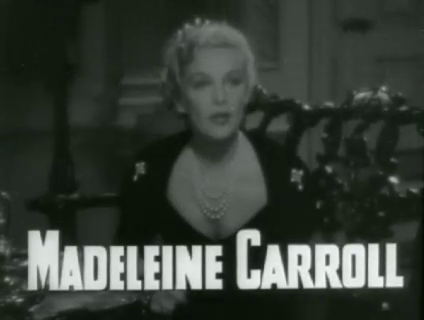
Madeleine Carroll
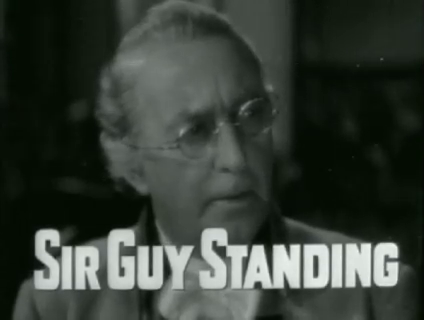
Guy Standing
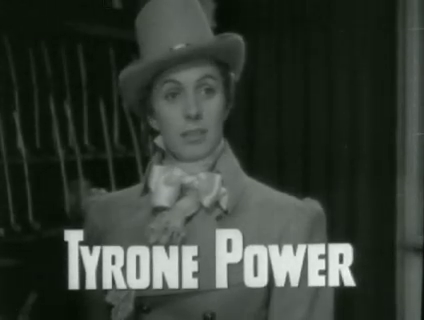
Tyrone Power
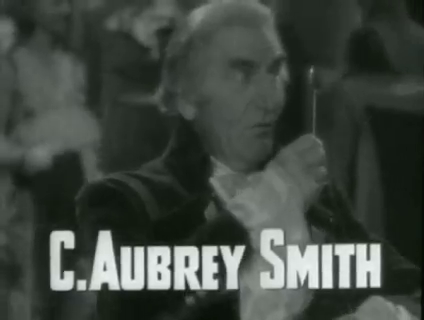
C. Aubrey Smith

## Récompenses
Le film a été nommé pour deux récompenses lors des Academy Awards